# 復星醫藥
上海復星醫藥（集團）股份有限公司（英語：Fosun Pharma，上交所：600196、港交所：2196），簡稱：復星醫藥，是中國一家製藥集團股份有限公司，公司主要業務是製藥、藥品分銷及零售、醫療服務以及診斷產品與醫療器械。復星醫藥亦持有國藥控股32.1%股權。复美大药房是復星醫藥旗下的藥店，2009年以前名為復星大藥房。

## 历史沿革
公司以前的名稱曾使用Shanghai Fortune Industrial、Shanghai Fosun Industrial。
1998年8月，復星醫藥在上海證券交易所上市。
2012年10月，復星醫藥在香港進行公開招股，每股作價最多13.68港元，集資最多52.9億港元。
2013年4月28日，復星醫藥與美国保德信金融集团联合成立的“复星-保德信中国机会基金”，共同出資不超過2.4億美元（約18.6億港元）控股收購以色列Alma公司最多95.6%股權。
2014年2月17日，復星醫藥(2196)宣布，將斥資最多1.9億美元(折合約14.8億港元)協助在美國上市的醫療健康服務公司美中互利Chindex進行私有化，完成所有交易後，復星醫藥持股量將增至48.65%，成為主要股東。
2014年4月22日，復星醫藥（02196）就參與美中互利之私有化及收購美中互利醫療（CML）的30%股權進行公布。公司將通過以不超過2.24億美元（下同）的現金代價及美中互利315.72萬股 A 類普通股向 Healthy Harmony 注資而參與建議私有化，即就收購美中互利的代價將由每股19.5元調整至每股24元。
2016年7月28日，復星醫藥以不超過12.6137億美元（折合約98.28億港元）, 收購主要從事注射劑藥品生產製造的印度海德拉巴Gland Pharma藥廠86.08%股權。
2017年10月27日，復星醫藥以6300萬歐元（約5.7億港元）收購西非法語區第三大藥品分銷公司法國Tridem Pharma。
2017年11月2日，復星醫藥以9.09億元人民幣收購深圳恒生醫院共60%股權。
2019年11月21日，復星醫藥公布，子公司桂林南藥自主研發的抗瘧藥品通過世界衛生組織藥品預認證(WHO PQ)。截至2019年10月，集團現階段針對該等產品累計研發投入約 2,396萬元人民幣。瘧疾高發於非洲等地區，目前青蒿素類抗瘧藥品主要由世界衛生組織全球基金、政府基金等採購。
2020年10月29日，復星醫藥多位高級管理層調整，陳啟宇辭任董事長，姚方已辭去聯席董事長職務，即日起生效。吴以芳接任董事長。
2021年5月9日，復星醫藥發出公告，子公司復星醫藥產業計畫與德國BioNTech在上海投資設立合資公司，商業化及本地化生產mRNA新冠疫苗產品（復必泰）。

## 下属医院
- 广州新市医院（广东药科大学附属第三医院、广东药科大学广州复星禅诚医院）
- 佛山复星禅诚医院（广东医科大学附属复星禅诚医院）
- 深圳恒生医院
- 珠海禅诚医院

## 复必泰
美国东部时间2020年3月13日，复星医药的控股子公司复星医药产业与BioNTech签订许可协议，BioNTech授权复星医药产业在中国大陆及港澳地区及台灣独家开发、商业化基于其专有的mRNA技术平台研发的2019冠状病毒病疫苗产品，同年7月27日相关疫苗产品BNT162b2在全球进行大规模临床2/3期实验（另一款BNT162b1没有进入实验，被淘汰）。上海复星医药（集团）股份有限公司在2020年7月14日公告其控股子公司获药品临床试验申请受理（此时为BNT162b1）。但是在輝瑞于7月27日宣布放弃BNT162b1，继续BNT162b2实验之后，上海复星医药（集团）于2020年11月13日和BioNTech宣布其新型冠状病毒mRNA候选疫苗BNT162b2获中国国家药品监督管理局临床试验批准。
2020年11月10日，将复星新冠疫苗（BNT162b2）暂名“复必泰”，后定为中文商品称呼，并常用来与辉瑞－BioNTech商品名“Comirnaty”对应，表示皆同一種疫苗。

## 行贿争议
自成立以来，复星医药就频频面临行贿指控，行贿对象包括公务员和医院领导。涉及金额数万元至数百万元不等，是中华人民共和国反腐败的关注焦点。

## 外部連結
- 復星醫藥公司網頁 （页面存档备份，存于）
  - 重庆药友制药有限责任公司 （页面存档备份，存于）
- 復星醫藥香港上市招股章程 （页面存档备份，存于）